# Potyczka pod Kaletami
Obrona Kalet – starcie zbrojne, która miało miejsce pod Kaletami 23 września 1939 pomiędzy oddziałami Wojska Polskiego, a oddziałami Armii Czerwonej.

## Geneza
Po starciu pod Wólką Rządową, które zakończyło się odwrotem sił polskich, plan gen. bryg. w st. spocz. Wacława Przeździeckiego zakładający zorganizowanie obrony na kanale Augustowskim, legł w gruzach. Jednak Sowieci też nie byli zadowoleni z wyników. Zmartwiony słabymi postępami, dowódca Grupy Konno-Zmechanizowanej komkor. Iwan Bołdin rozwiązał grupę Czuwakina i stworzył nową, zostając jej dowódcą. W południe 23 września oddział przedni nowej grupy - 77 pułk kawalerii próbował zdobyć Rygol. Tam został powstrzymany przez pododdziały 103 rezerwowego pułku szwoleżerów ppłk. st. spocz. Zdzisława Kwiatkowskiego, który niedługo potem wycofał się do Kalet. Tam dowódca polskiego zgrupowania gen. bryg. Wacław Przeździecki zdecydował się dać sowietom ostatni odpór. Tym samym chciał osłonić odwrót jak największej liczby żołnierzy i cywilów do granic Republiki Litewskiej. Obronę tu stanowić miały: mocno wykrwawiony batalion KOP "Sejny", pododdziały piechoty z Grodna i kompania podchorążych z Lidy.

## Przebieg starcia
Ok. 15:00 pierwsze sowieckie oddziały zwiadowcze pojawiły się w Kaletach. Po chwili nadszedł cały 77 pułk kawalerii i rozpoczęła się walka. Początkowo, radzieckie oddziały nie mogły pokonać Polaków pomimo użycia plutonu samochodów pancernych z 28 pułku czołgów. Dopiero po dwóch godzinach, gdy do walki dołączyły czołgi, szala zwycięstwa powoli zaczęła przechylała się na stronę Sowietów. Wraz z nadejściem zmroku, polskie pododdziały które nie obsadziły planowanej drugiej linii obrony, wycofały się ze swoich pozycji do Gib, by następnie, 26 września przekroczyć granice z Litwą.